# Dragão do Mar
Francisco José do Nascimento (Canoa Quebrada, Aracati, 15 de abril de 1839 — Fortaleza, 5 de março de 1914), também conhecido como Dragão do Mar ou Chico da Matilde, foi um líder jangadeiro, prático-mor e abolicionista, com participação ativa no Movimento Abolicionista no Ceará, estado pioneiro na abolição da escravidão, antes conhecido como Terra da Luz.
Em 18 de julho de 2017, o nome de Francisco José do Nascimento foi inscrito no Livro dos Heróis da Pátria, que se encontra no Panteão da Pátria e da Liberdade Tancredo Neves, em Brasília, em virtude da Lei Nº 13.468/2017.

## Biografia
Francisco Nascimento nasceu em Canoa Quebrada, distrito do município de Aracati, em 15 de abril de 1839, de origem pobre e filho do pescador Manoel do Nascimento e da dona Matilde Maria da Conceição. Aos oito anos, com a morte precoce do pai, sua mãe buscou um emprego para ele, quando ainda criança, tornando-o um menino de recados em navios que iam do Maranhão ao Ceará.
Até os 20 anos, Chico da Matilde — conhecido assim por causa do nome da mãe — trabalhou no veleiro do comendador português José Raimundo de Carvalho como embarcadiço e depois como comandante, percorrendo portos do Norte e Nordeste. Além disso, também trabalhou na construção do porto e como chefe dos catraieiros, até ser nomeado prático-mor na Capitania dos Portos do Ceará. Também alugava jangadas para transporte de pessoas e mercadorias.
Tinha uma casa próxima ao Seminário da Prainha, em Fortaleza e casou-se primeiramente com Joaquina Francisca — que também se envolveu na causa abolicionista — e novamente em 1902, quando já viúvo, com Ernesta Brígido, sobrinha de João Brígido. Consta que ele andava sempre bem vestido, com a barba bem feita e tinha noções de inglês e alemão.
O paradeiro do túmulo de Francisco Nascimento — desconhecido há mais de 100 anos — foi descoberto pelo historiador cearense Licínio Nunes de Miranda em julho de 2020, no âmbito de um trabalho de investigação acadêmica sobre a abolição da escravidão no Ceará.

## Abolição da escravatura

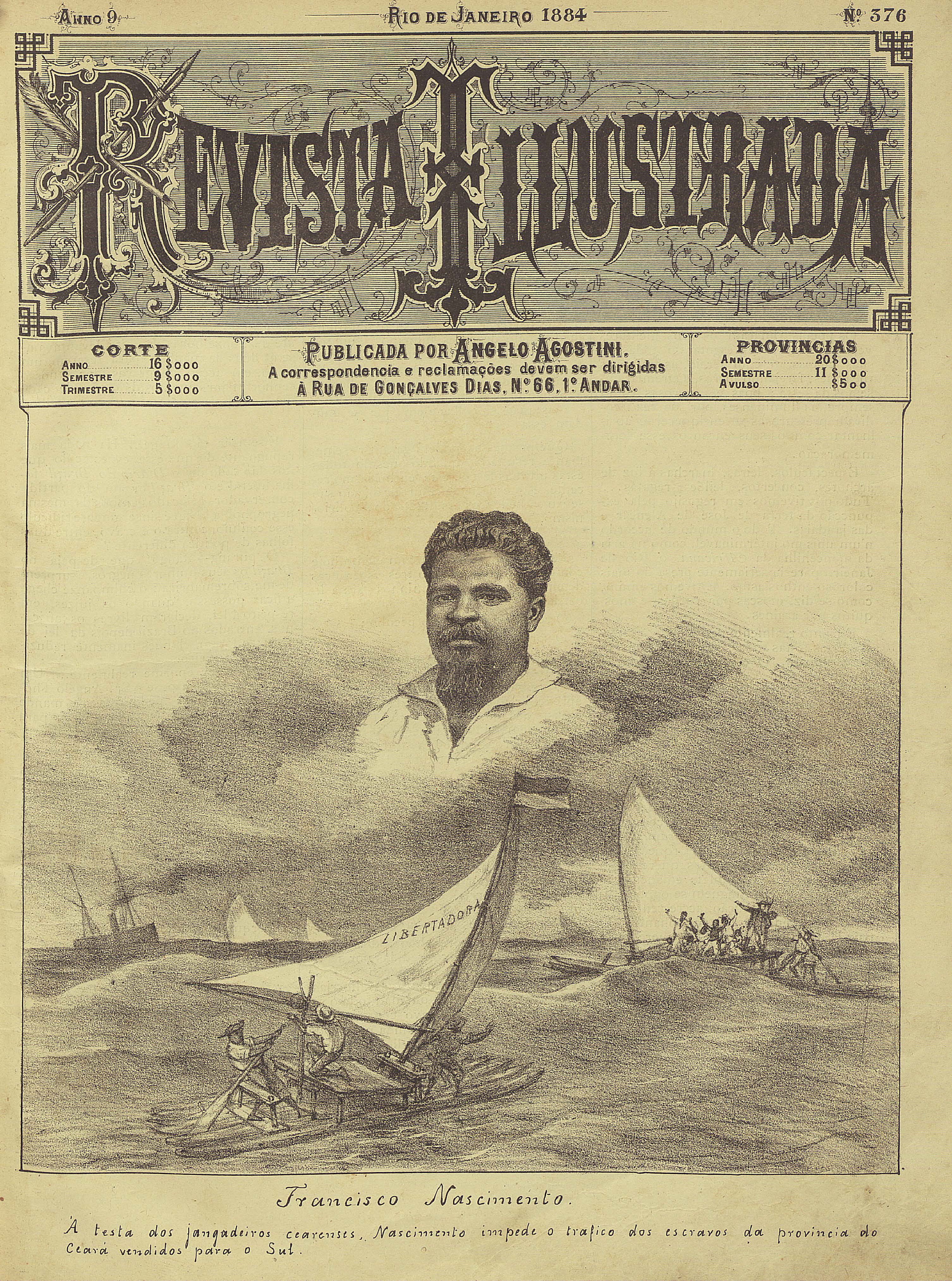
Capa da Revista Illustrada, v. 9, n. 376, 1884. Litogravura de Angelo Agostini.

Em 25 de março de 1884, o Ceará tornou-se a primeira província brasileira a abolir a escravidão. O Movimento Abolicionista Cearense, surgido em 1879, contribuiu — embora não decisivamente — para essa abolição pioneira.
As ações repercutiram no país e os abolicionistas cearenses, gente de elite econômica e intelectual, foram congratulados pela imprensa abolicionista nacional. Entre eles havia, porém, uma pessoa humilde, de cor parda, trabalhador do mar, o Chico da Matilde.
Chefe dos jangadeiros, ele e seus colegas se engajaram à luta pela abolição em janeiro de 1881, recusando-se a transportar para os navios negreiros os escravizados que seriam vendidos para o Rio de Janeiro, tendo proferido, segundo algumas fontes, a célebre frase "no porto do Ceará não embarcam mais escravos". Posteriormente, em agosto de 1881, houve uma nova tentativa de embarcar escravizados que seriam vendidos em São Paulo e no Rio de Janeiro, contudo, novamente os jangadeiros, liderados por Chico da Matilde e pelo escravizado liberto José Luis Napoleão, se recusaram a fazer o transporte e o porto do Ceará foi considerado, pelo movimento abolicionista, oficialmente fechado para o tráfico interprovincial.
Segundo a historiadora Ângela Alonso  "Os jangadeiros só conseguiram fazer o que fizeram porque tinham parte importante da elite política e das forças policiais ao seu lado". Um exemplo disso foi quando o tenente-coronel Sena Madureira fez elogios ao jangadeiro.
Angelo Agostini registrou e homenageou o fato na capa da Revista Illustrada, com uma litogravura com ilustração alegórica de Francisco Nascimento, com a seguinte legenda: "À testa dos jangadeiros cearenses, Nascimento impede o tráfico dos escravos da província do Ceará vendidos para o sul".
Assim, Chico da Matilde foi levado para corte com sua jangada, desfilou pelas ruas, recebeu homenagens da multidão e ganhou novo nome: Dragão do Mar ou Navegante Negro. De lá, escreveu à mulher: "(...) seu velho está tonto com tanta festa e cumprimentos de tanta gente importante".

## Legado

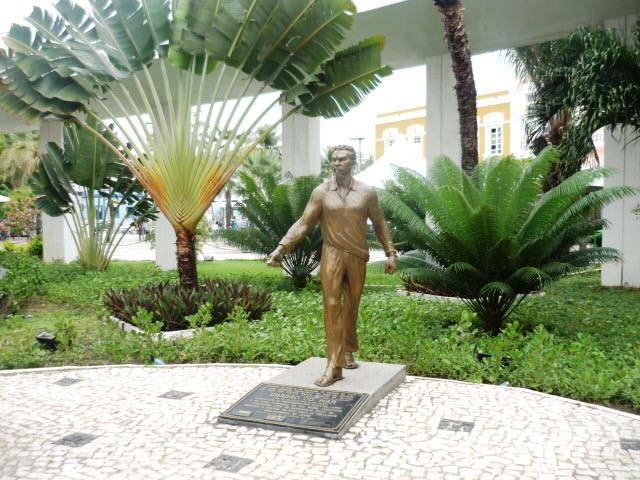
Estátua no pátio do Museu de Arte Contemporânea do Centro Dragão do Mar de Arte e Cultura

Francisco José do Nascimento é um símbolo da resistência popular cearense contra a escravidão, e foi homenageado pelo governo do Ceará, com seu nome dado ao Centro Dragão do Mar de Arte e Cultura, pelo que ele e seus colegas realizaram em nome da liberdade, em 1881, na Praia de Iracema.
Além do já referido Centro Dragão do Mar, há uma escola pública estadual cujo nome também homenageia o Chico da Matilde, localizada no bairro do Mucuripe, Escola de Ensino Médio Dragão do Mar, que foi fundada em 1955, com o objetivo de alfabetizar os filhos de pescadores que moravam na região àquela época. Um tradicional grupo de estudos liberal com sede no Ceará também recebe o título Dragão do Mar em sua homenagem. Em Aracati, é homenageado com o nome da rua que dá acesso a cidade pela BR-304 (sentido Icapuí) e o aeroporto regional. Já em Canoa Quebrada pela praça central da praia.
Em 23 de agosto de 2013, a Petrobras, por meio de sua subsidiária Transpetro, lançou ao mar um novo navio petroleiro construído em Pernambuco e batizado Dragão do Mar. De fabricação e bandeira brasileira, foi construído em Ipojuca, pelo Estaleiro Atlântico Sul e inaugurado em 14 de abril de 2014 com a presença da presidente Dilma Rousseff. A embarcação integrou uma nova geração de petroleiros construídos no Brasil. Foi o oitavo navio a ser construído depois do lançamento do Programa de Modernização e Expansão da Frota da Transpetro, dos quais outros dois anteriores também receberam nomes de ícones da resistência negra: João Cândido e Zumbi dos Palmares.